# Die Welt ohne uns
Die Welt ohne uns (Originaltitel The World Without Us) ist ein Sachbuch des US-amerikanischen Autors Alan Weisman aus dem Jahr 2007. Darin beschäftigt er sich mit der hypothetischen Frage, was auf der Erde passieren würde, wenn alle Menschen plötzlich verschwänden. Das Buch erreichte hohe Platzierungen in den Bestsellerlisten und wurde in mehrere Sprachen übersetzt.

## Das Gedankenexperiment
Die hypothetische Ausgangssituation, die sich als roter Faden durch das Buch zieht, ist das Verschwinden aller Menschen auf dem Planeten von einem Augenblick auf den nächsten. Dazu gibt es im Gedankenexperiment weder eine konkrete Ursache noch eine Ankündigung. Alle von Menschen geschaffenen und unterhaltenen Systeme existieren weiter und interagieren mit ihrer Umwelt, wie es ihren Regelungsmechanismen entspricht.

## Inhalt
Die Welt ohne uns ist in 19 Kapitel unterteilt, die durch einen Prolog unter der Überschrift „Vorspiel“ und einen Epilog ergänzt werden.
Im Prolog schildert der Autor seine Eindrücke über das indigene Volk der Zápara in Ecuador, deren Leben durch die moderne Land- und Forstwirtschaft bedroht ist. Ana María, eine Frau aus diesem kleinen Volk, stellt angesichts des Konsums von Affenfleisch eine Frage, die zum Motto für das gesamte Buch wird: „Wenn wir jetzt so weit sind, dass wir unsere Ahnen essen, was bleibt uns dann noch?“ (Seite 12)
Weisman untersucht von Menschen unberührte oder verlassene Orte, um daraus Rückschlüsse auf eine Zukunft ohne Menschen zu ziehen. Im ersten Kapitel des Buches („Ein Echo des Paradieses“) stellt er mit dem Forstwirt Andrzej Bobiec die Puszcza Białowieska vor, den letzten Urwald Europas an der Grenze zwischen Polen und Belarus. Während sich Tiere und Pflanzen hier ungestört und frei entwickeln können, hat der Mensch in den Städten das Erscheinungsbild der Erde deutlich verändert. Das zweite Kapitel („Vom Untergang unserer Häuser“) widmet sich der Frage, wie unsere Häuser ohne menschliche Kontrolle zerfallen. Holz wird zerfressen, der Frost lässt Rohre und Fenster platzen. Am Beispiel von New York City beschreibt Weisman im dritten Kapitel („Die Stadt ohne uns“) die vielfältigen Auswirkungen auf die Städte. In die ursprüngliche Insel Manhattan haben die Menschen Schächte für die U-Bahn gebaut, die der Stadt zum Verhängnis werden, wenn die Bewohner verschwinden. Während der Untergrund mit Wasser vollläuft, wachsen Pflanzen im aufgerissenen Asphalt. Blitze lösen Brände aus, die von niemandem gestoppt werden und der Rost schwächt allmählich die Brücken. Die einheimische Flora muss sich gegen importierte Pflanzen wehren.
Im folgenden Kapitel („Die Welt unmittelbar vor uns“) blickt der Autor zurück und stellt fest, dass die Konzentration von Kohlendioxid in der Atmosphäre durch menschlichen Einfluss enorm angestiegen ist. Eine Reduzierung auf Werte, wie sie vor dem Auftreten der Menschheit herrschten, würde rund 100.000 Jahre dauern. Welche Auswirkungen dies auf die Temperaturen hat, ist unter den Forschern umstritten. Aus Bohrkernen am afrikanischen Tanganjikasee ergibt sich ein Bild aus der Zeit, in der sich Menschen und Affen trennten, während es im Gombe Stream National Park Hinweise auf eine Vermischung mehrerer Spezies gibt. Das fünfte Kapitel („Die untergegangene Arche“) untersucht das Zusammentreffen des Menschen mit der prähistorischen Megafauna, bei der die Overkill-Hypothese eine wichtige Rolle spielt. Demgegenüber steht „Das afrikanische Paradox“ (Kapitel 6), weil sich die Tiere auf diesem Kontinent an die Menschen anpassten.
Mit dem siebten Kapitel („Was zerfällt“) kehrt Weisman zurück in die Gegenwart und stellt den zyprischen Ort Varosha vor, der wegen seiner Lage auf der Grünen Linie infolge des Zypernkonflikts zur Geisterstadt verkommen ist. Anhand der Türkei zeigt der Autor im achten Kapitel („Was bleibt“), dass alte und unterirdische Bauwerke trotz Erdbeben und Fluten länger überleben werden als viele moderne Gebäude. Als besonderes Beispiel nennt er die unterirdische Stadt Derinkuyu in Kappadokien.
Zu den widerstandsfähigsten Materialien, die die Menschen zurücklassen, gehören alle Arten von Kunststoff. Diese sind wegen der langen Polymer-Ketten kaum biologisch abbaubar und belasten Ökosysteme wie die Ozeane. Ähnlich verhält es sich auch mit anderen aus Erdöl hergestellten Produkten. Raffinerien wie die Anlagen von Goodyear in Texas geraten beim Verschwinden der Menschen außer Kontrolle und belasten noch lange Zeit die Natur. Im elften Kapitel beschäftigt sich Weisman nochmal ausführlich mit dem Wald und der Vegetation. Er schildert, wie sich die Wälder ohne den Menschen entwickeln und zeigt mit Hilfe des Rothamsted-Archivs, welchen Einfluss Chemie und Gene haben könnten.
Wie die antiken Weltwunder und neue Errungenschaften wie der Panamakanal oder das Mount Rushmore National Memorial die Zukunft überstehen, erfahren die Leser im zwölften Kapitel. Eine negative Eigenschaft des Menschen, der Krieg, hinterließ unter anderem die demilitarisierte Zone in Korea, in die allmählich wieder die Natur zurückkehrt. Ein Verschwinden der Menschheit würde auch den Vögeln helfen, weil sie seltener Opfer von Stromkabeln oder Hauskatzen würden. Ein „strahlendes Vermächtnis“ (Kapitel 15) hinterlässt der Mensch durch die Verarbeitung radioaktiver Materialien in Kernreaktoren. Der große Aufwand, der bei der Endlagerung des radioaktiven Abfalls betrieben wird, zeigt, wie kompliziert dieses Thema ist. Trotzdem kann sogar an verseuchten Orten wie Tschernobyl wieder Leben entstehen.
„Unsere geologischen Spuren“ (Kapitel 16) hinterlassen die Menschen überall auf der Erde, deren Oberfläche nicht nur durch die Erosion verändert wird. Außerdem beschäftigt Weisman die Frage, ob nicht nur die Maya, sondern alle Menschen tatsächlich einmal aussterben könnten. Nach diesen Gedanken folgt die Frage „Wohin gehen wir?“ (Kapitel 17). Was mit unseren Körpern und den darin / darauf lebenden Organismen nach dem Tod passiert, ist relativ eindeutig zu bestimmen. Schwieriger zu beantworten ist die Frage, ob es überhaupt möglich ist, die Menschheit völlig auszulöschen. Les Knight, der Gründer der Voluntary Human Extinction Movement (Bewegung für das freiwillige Aussterben der Menschheit), äußert Zweifel: „Kein Virus könnte jemals alle sechs Milliarden Menschen erwischen. […] Tatsächlich dienen Epidemien zur Stärkung einer Art.“ (Seite 328). Im Kapitel 18 („Sternenstaub“) beschreibt Weisman die Voyager-Golden-Record-Platten der Voyager-Raumsonden, mit dem Arecibo-Radioteleskop verschickte Melodien und andere Wellen, die die Menschen in die Weiten des Weltalls schicken. Als wichtigsten Faktor für das dauerhafte Bestehen des irdischen Lebens nennt der Autor im letzten Kapitel die Ozeane, die „zwar vom Menschen heimgesucht, und doch von grenzenloser Kreativität“ seien.
Im Epilog präsentierte Weisman unter der Überschrift „Unsere Erde, unsere Seele“ einige philosophische Gedanken bezüglich der Zukunft der Welt. Schließlich schlägt er als „drakonische Maßnahme“ eine konsequente Ein-Kind-Politik vor. Dann würde die Menschheit bis 2100 auf 1,6 Milliarden Exemplare schrumpfen und die Ressourcen könnten besser genutzt werden, ohne dass die Menschheit vollständig verschwindet.

## Entstehung und Veröffentlichung
Das englischsprachige Original The World Without Us erschien am 10. Juli 2007 im US-Verlag St. Martin's Thomas Dunne Books. Es basiert auf dem Artikel Earth Without People, den Weisman im Februar 2005 im Wissenschaftsmagazin Discover veröffentlichte. Die herausragende Qualität dieses Artikels wurde mit der Aufnahme in den Sammelband The Best American Science Writing 2006 gewürdigt. Im Jahr 2003 gab die Redakteurin Josie Glausiusz den Anstoß, nachdem sie Journey trough a Doomed Land gelesen hatte. In diesem Bericht für das Harper's Magazine beschrieb Weisman 1994 den Zustand von Tschernobyl acht Jahre nach dem Reaktor-Unfall.
Das Thema einer Welt ohne Menschen faszinierte den Wissenschaftsjournalisten so sehr, dass er seinen Artikel zu einem Buch erweitern wollte. Zu diesem Zweck besuchte er viele Orte auf der Erde und sprach mit wissenschaftlichen Experten aus verschiedenen Disziplinen. Er interviewte unter anderem Biologen, Archäologen, Botaniker, Anthropologen und Philosophen. Mit Hilfe ihrer Informationen konstruierte er in einem Gedankenexperiment eine zukünftige Welt. Nachdem das Buch in den USA hohe Platzierungen in den Bestseller-Listen erreicht hatten, wurde es zur Veröffentlichung in anderen Ländern übersetzt. Beim deutschen Piper Verlag erschien Die Welt ohne uns, in Frankreich präsentierte die Groupe Flammarion Homo disparitus (ISBN 978-2-08-120493-5), in Portugal wurde O Mundo Sem Nós (ISBN 85-7665-302-8) von Estrela Polar veröffentlicht und die polnische Ausgabe brachte CKA unter dem Titel Świat bez nas (ISBN 83-60206-90-2) heraus.

## Rezeption
Nach der Veröffentlichung des Buches in den USA waren die Verkaufszahlen sehr hoch. Im September 2007 erreichte The World Without Us den ersten Platz beim San Francisco Chronicle und Platz 6 bei der New York Times. In den Ranglisten der erfolgreichsten Sachbücher 2007 belegte Weisman bei Time und Entertainment Weekly die Spitzenposition.
Kritiker betonten in ihren Analysen den kreativen und objektiven Ansatz des „durchaus faszinierende[n] Gedankenexperiment[s]“. Weismans lebhafter Schreibstil wurde in den Kritiken besonders gelobt. Alanna Mitchell von The Globe & Mail sieht die Relevanz des Buches darin, dass die Menschen vor einer zu passiven Einstellung gegenüber der Verschwendung natürlicher Ressourcen gewarnt werden; der „passive Tanz mit dem Tod“ gefährde das Überleben der Spezies. Für Andreas Kilb von der FAZ ist es „ein unerhörter Zukunftsentwurf der Generation Klimaschock“, während Dr. Reiner Klingholz, der Geschäftsführer des Berlin-Instituts für Bevölkerung und Entwicklung, in dem Werk „eine Generalabrechnung mit unseren ökologischen Schandtaten“ sieht. Der Autor selbst begründete seinen Verzicht auf den Menschen damit, dass er den Lesern die Angst vor Versagen und Tod ersparen wollte; sein Buch sei als Fantasie zu lesen. Trotzdem schreibt er als nüchterner „wissenschaftlicher Beobachter statt als Aktivist“.
Das Schauspielhaus Hannover präsentiert in Zusammenarbeit mit lunatiks produktion seit 2010 das „botanische Langzeittheater“, das in einer 15-teiligen Serie mit künstlerischen Mitteln die Frage behandelt, wie die Welt sich ohne Menschen weiterentwickelt.